# Tina Bachmann (biathlon)
Pour les articles homonymes, voir Tina Bachmann et Bachmann.
Tina Bachmann, née le 15 juillet 1986 à Schmiedeberg (Allemagne de l'Est), est une biathlète allemande, deux fois championne du monde de relais et médaillée d'argent sur l'individuel en 2011.

## Carrière
Bachmann commence sa carrière internationale lors de la saison 2003-2004 à la Coupe d'Europe junior. Elle obtient son premier podium dans cette compétition en 2004-2005 puis devient championne d'Europe junior du relais en 2006.
Elle fait partie de la nouvelle vague d'espoirs du biathlon allemand en compagnie de Kathrin Hitzer, Carolin Hennecke et surtout Magdalena Neuner. 
En mars 2009, alors qu'elle disputait l'une de ses premières épreuves en Coupe du monde, Tina Bachmann remporte de manière surprise le sprint de Khanty-Mansiïsk devant Simone Hauswald, toutes deux terminant sans faute au tir.
Aux Championnats du monde 2011 à Khanty-Mansiïsk, Bachmann remporte la médaille d'argent sur l'individuel 15 km derrière Helena Ekholm et l'or avec l'équipe féminine dans le relais 4 × 6 km.
Aux Championnats du monde 2012, elle termine quatrième de la mass start après avoir conservé le titre sur le relais avec l'équipe d'Allemagne.
Elle annonce la fin de sa carrière sportive en 2016.

## Palmarès

### Championnats du monde
| Épreuve / Édition | Khanty-Mansiïsk 2011     | Ruhpolding 2012      |
| Sprint            | -                        | 22e                  |
| Poursuite         | -                        | 14e                  |
| Individuel        | Médaille d'argent, monde | 48e                  |
| Mass start        | 12e                      | 4e                   |
| Relais            | Médaille d'or, monde     | Médaille d'or, monde |

### Coupe du monde
- Meilleur classement général : 14e en 2012.
- 2 podiums individuels : 1 victoire et 1 deuxième place[2].
- 2 podiums en relais : 1 deuxième place et 1 troisième place.

#### Détail des victoires
| Édition / Épreuve | Individuel | Sprint          | Poursuite | Mass start | Total |
| 2008-2009         |            | Khanty-Mansiïsk |           |            | 1     |
| Total             | 0          | 1               | 0         | 0          | 1     |

#### Classements en Coupe du monde
| Saison    | Classement général final | Individuel | Sprint | Poursuite | Mass start |
| 2008-2009 | 49e                      |            | 37e    | 45e       |            |
| 2009-2010 | 22e                      | 60e        | 19e    | 15e       | 17e        |
| 2010-2011 | 18e                      | 10e        | 20e    | 17e       | 15e        |
| 2011-2012 | 14e                      | 32e        | 14e    | 11e       | 10e        |
| 2012-2013 | 72e                      | 62e        | 74e    | 62e       |            |
|           |                          |            |        |           |            |
| 2014-2015 | 86e                      |            | nc     | 69e       |            |

### Championnats d'Europe
- Médaille d'argent du relais en 2008 et 2015.
- Médaille de bronze du relais en 2009.

### Championnats d'Europe junior
- Médaille d'or du relais en 2006.

### Championnats du monde de biathlon d'été
- Médaille d'or du relais mixte en 2009.

### Championnats d'Allemagne
- Championne du sprint et de la poursuite en 2012.